# 基希施泰因山
47°38′53″N 11°55′34″E / 47.64806°N 11.92606°E

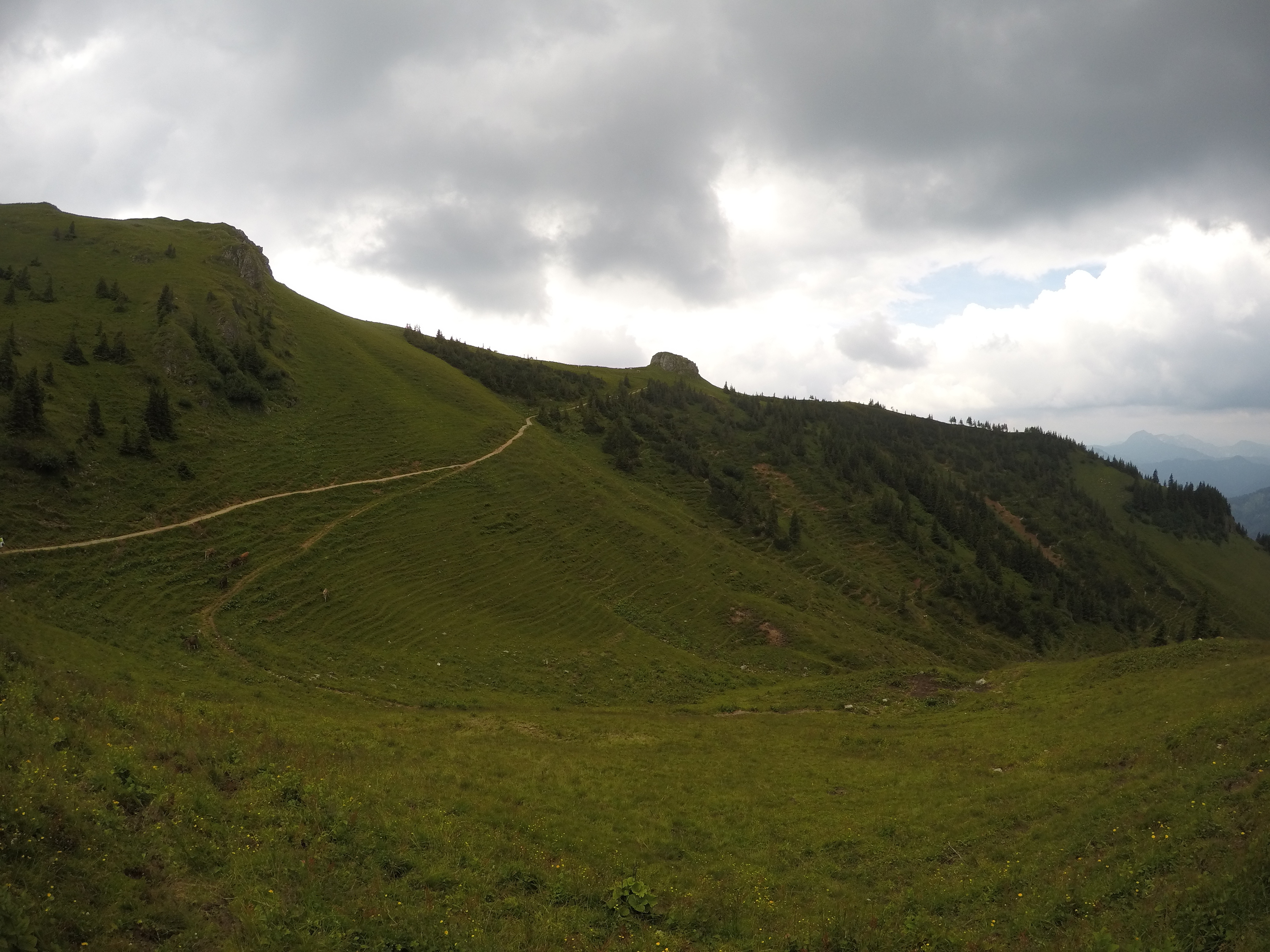

基希施泰因山（德語：Kirchstein），是德國的山峰，位於該國東南部，由巴伐利亞負責管轄，屬於巴伐利亞前阿爾卑斯山脈的一部分，距離羅特萬德山0.2公里，海拔高度1,802米。